# Tapa
Tapa (tysk: Taps) er en by i landskabet Virland i det nordlige Estland.
Byen har et indbyggertal på ca. 5.492 (2024) og er hovedby i kommunen Tapa.